# Immortal (Michael Jackson)
Immortal is een remixalbum van Michael Jackson. Het is een verzamelalbum van liedjes van de show Michael Jackson: The Immortal World Tour van Cirque du Soleil. Op 3 oktober 2011 werd bekend dat ruim 40 van Jacksons liedjes zijn bewerkt. Het album is te vergelijken met het Elvisalbum Las Vegas uit 2010. De gewone versie telt 20 liedjes, de luxe-uitgave 27.
Om juridische redenen staat het nummer You Are Not Alone enkel in België niet op het album. Hierdoor zou ook I Just Can't Stop Loving You, dat zou verschijnen als één nummer samen met You Are Not Alone, niet op het Belgische album staan.

## Promotie
De volgende nummers werden voor de release van het album al digitaal uitgebracht:
- Immortal Megamix (korte versie) - 1 november 2011
- Immortal Megamix (volledige versie)
- You Are Not Alone / I Just Can't Stop Loving You - 14 november 2011
- Wanna Be Startin' Somethin' - 15 november 2011
- I'll Be There - 16 november 2011
- Dancing Machine / Blame It On The Boogie - 16 november 2011
- This Place Hotel / Smooth Criminal / Dangerous - 17 november 2011
- Is It Scary / Threatened / Thriller - 17 November 2011

## Tracklist

### Normale versie
1. "Working Day and Night (Immortal Version)"
2. "The Immortal Intro"
3. "Childhood (Immortal Version)"
4. "Wanna Be Startin' Somethin' (Immortal Version)"
5. "Dancing Machine / Blame It on the Boogie (Immortal Version)"
6. "This Place Hotel (Immortal Version)"
7. "Smooth Criminal (Immortal Version)"
8. "Dangerous (Immortal Version)"
9. "Jackson 5 Medley: I Want You Back / ABC / The Love You Save (Immortal Version)"
10. "Speechless / Human Nature (Immortal Version)"
11. "Is It Scary / Threatened (Immortal Version)"
12. "Thriller (Immortal Version)"
13. "You Are Not Alone / I Just Can't Stop Loving You (Immortal Version)"
14. "Beat It / State of Shock (Immortal Version)"
15. "Jam (Immortal version)"
16. "Planet Earth / Earth Song(Immortal Version)"
17. "They Don't Care About Us (Immortal Version)"
18. "I'll Be There (Immortal Version)"
19. "Immortal Megamix"
20. "Man In The Mirror (Immortal Version)"

### Luxe-editie
CD 1
1. "Working Day and Night (Immortal Version)"
2. "The Immortal Intro (Immortal Version)"
3. "Childhood (Immortal Version)"
4. "Wanna Be Startin' Somethin' (Immortal Version)"
5. "Shake Your Body (Down to the Ground) (Immortal Version)"
6. "Dancing Machine / Blame It on the Boogie (Immortal Version)"
7. "Ben (Immortal Version)"
8. "This Place Hotel (Immortal Version)"
9. "Smooth Criminal (Immortal Version)"
10. "Dangerous (Immortal Version)"
11. "The Mime Segment"
12. "Jackson 5 Medley (Immortal Version)"
13. "Speechless / Human Nature(Immortal Version)"
14. "Is It Scary / Threatened (Immortal Version)"
15. "Thriller (Immortal Version)"

CD 2
1. "You Are Not Alone / I Just Can't Stop Loving You (Immortal Version)"
2. "Beat It / State of Shock (Immortal Version)"
3. "Jam (Immortal version)"
4. "Planet Earth / Earth Song(Immortal Version)"
5. "Scream / Little Susie (Immortal Version)"
6. "Gone Too Soon (Immortal Version)"
7. "They Don't Care About Us (Immortal Version)"
8. "Will You Be There (Immortal Version)"
9. "I'll Be There (Immortal Version)"
10. "Immortal Megamix"
11. "Man in the Mirror (Immortal Version)"
12. "Remember the Time / Bad (Immortal Version)"

## Hitnoteringen

### NederlandseAlbum Top 100
| Hitnotering: 26-11-2011 t/m 14-01-2012 | Hitnotering: 26-11-2011 t/m 14-01-2012 | Hitnotering: 26-11-2011 t/m 14-01-2012 | Hitnotering: 26-11-2011 t/m 14-01-2012 | Hitnotering: 26-11-2011 t/m 14-01-2012 | Hitnotering: 26-11-2011 t/m 14-01-2012 | Hitnotering: 26-11-2011 t/m 14-01-2012 | Hitnotering: 26-11-2011 t/m 14-01-2012 | Hitnotering: 26-11-2011 t/m 14-01-2012 | Hitnotering: 26-11-2011 t/m 14-01-2012 |
| Week:                                  | 1                                      | 2                                      | 3                                      | 4                                      | 5                                      | 6                                      | 7                                      | 8                                      |                                        |
| -------------------------------------- | -------------------------------------- | -------------------------------------- | -------------------------------------- | -------------------------------------- | -------------------------------------- | -------------------------------------- | -------------------------------------- | -------------------------------------- | -------------------------------------- |
| Positie:                               | 17                                     | 44                                     | 62                                     | 70                                     | 72                                     | 71                                     | 71                                     | 89                                     | uit                                    |

### VlaamseUltratop 100Albums
| Hitnotering: 26-11-2011 t/m 04-02-2012 | Hitnotering: 26-11-2011 t/m 04-02-2012 | Hitnotering: 26-11-2011 t/m 04-02-2012 | Hitnotering: 26-11-2011 t/m 04-02-2012 | Hitnotering: 26-11-2011 t/m 04-02-2012 | Hitnotering: 26-11-2011 t/m 04-02-2012 | Hitnotering: 26-11-2011 t/m 04-02-2012 | Hitnotering: 26-11-2011 t/m 04-02-2012 | Hitnotering: 26-11-2011 t/m 04-02-2012 | Hitnotering: 26-11-2011 t/m 04-02-2012 | Hitnotering: 26-11-2011 t/m 04-02-2012 | Hitnotering: 26-11-2011 t/m 04-02-2012 | Hitnotering: 26-11-2011 t/m 04-02-2012 |
| Week:                                  | 1                                      | 2                                      | 3                                      | 4                                      | 5                                      | 6                                      | 7                                      | 8                                      | 9                                      | 10                                     | 11                                     |                                        |
| -------------------------------------- | -------------------------------------- | -------------------------------------- | -------------------------------------- | -------------------------------------- | -------------------------------------- | -------------------------------------- | -------------------------------------- | -------------------------------------- | -------------------------------------- | -------------------------------------- | -------------------------------------- | -------------------------------------- |
| Positie:                               | 33                                     | 13                                     | 21                                     | 28                                     | 31                                     | 33                                     | 33                                     | 47                                     | 51                                     | 75                                     | 95                                     | uit                                    |